# NGC 1808
NGC 1808 is een balkspiraalstelsel in het sterrenbeeld Duif. Het hemelobject ligt 40 miljoen lichtjaar (11,4 × 106 parsec) van de Aarde verwijderd en werd op 10 mei 1826 ontdekt door de Schotse astronoom James Dunlop.

## Synoniemen
- GC 1021
- IRAS 05059-3734
- 2MASX J05074234-3730469
- ESO 305-8
- h 2740
- MCG -6-12-5
- PGC 16779
- SGC 050559-3734.6
- AM 0505-373
- Dun 549